# Виртуална локална мрежа
Виртуална локална мрежа (на английски: Virtual Local Area Network, VLAN) представлява метод за разделяне на една физическа компютърна мрежа на различни виртуални мрежи с цел логическа организация, контрол и защита. Потребителите в един VLAN могат да комуникират само помежду си, но не и с потребители от другите виртуални мрежи. Предимството е, че едни и същи комутатори могат да предоставят множество VLAN-и и по-този начин се спестяват разходи за оборудване. Като пример може да се разгледа мрежа на фирма с три отдела, разположени на три етажа – инженерен (engineering), маркетинг (marketing) и счетоводен (accounting).
Във фирмата има една физическа LAN мрежа, която се използва от всички отдели, но всеки отдел е обособен в собствен VLAN. Различните портове на комутаторите са конфигурирани да предоставят достъп до различните VLAN-и. Служителите на маркетинг отдела на първия и втория етаж могат да се достигнат един друг и имат достъп до техния сървър, но нямат достъп до сървърите и служителите на другите два отдела. Ако не се използват VLAN-и, ще е необходимо да се изградят три отделни физически мрежи – по една за всеки отдел, което би оскъпило решението поне три пъти.